# Katedra církevního práva Cyrilometodějské teologické fakulty Univerzity Palackého
Katedra církevního práva (KCP) na Cyrilometodějské teologické fakultě (CMTF) Univerzity Palackého (UP) v Olomouci existuje od obnovení fakulty v roce 1990, v průběhu své existence byla po obnovení fakulty v roce 1990 nejprve přičleněna ke katedře církevních dějin (do r. 1997), 1. listopadu 1997 se osamostatnila. Od 1. září 2016 byla KCP znovu sloučena s Katedrou církevních dějin a vznikla tak znovu Katedra církevních dějin a církevního práva CMTF UP.

## Výuka církevního práva na olomoucké univerzitě
Katedra církevního práva byla na olomoucké univerzitě zřízena jako pátá katedra v roce 1668. Prvním přednášejícím kanonického práva byl jezuita Řehoř Král, první disputace z církevního práva se konaly v roce 1699 a první doktorát z církevního práva byl udělen roku 1721. Profesura církevního práva byla na teologické fakultě olomoucké univerzity zrušena 21. září 1771 a až do roku 1850 zkoušel bohoslovce z tohoto oboru světský profesor olomoucké právnické fakulty. Od roku 1858 bylo církevní právo docenturou teologické fakulty, až do jejího zániku v roce 1950.

### Vyučující církevního práva na olomoucké právnické fakultě v letech1769–1850
| od   | do   | jméno                                       | další údaje |
| ---- | ---- | ------------------------------------------- | ----------- |
| 1769 | 1786 | Prof. JUDr. Phil. Dr. Josef Vratislav Monse |             |
| 1787 | 1790 | Jan Rason                                   |             |
| 1791 | 1810 | Prof. JUDr. Christoph von Passy             |             |
| 1810 | 1826 | Prof. JUDr. Ignaz Beidtel                   |             |
| 1827 | 1834 | Prof. JUDr. Anton von Gapp                  |             |
| 1835 | 1850 | Prof. JUDr. Theodor von Pachmann            |             |

### Vyučující církevního práva na olomoucké teologické fakultě v letech1850–1950
| od   | do   | jméno                                               | další údaje                                                                |
| ---- | ---- | --------------------------------------------------- | -------------------------------------------------------------------------- |
| 1850 | 1850 | JUDr. Josef Beck, suplent                           |                                                                            |
| 1851 | 1852 | ThDr. P. Josef Malý, suplent (prof. pastorálky)     |                                                                            |
| 1861 | 1865 | JUDr. P. Josef Polách, docent                       | 8. dubna 1826, Švábenice – 27. listopadu 1887, Zvole                       |
| 1865 | 1881 | ThDr. P. Josef Symerský, docent (prof. círk. dějin) |                                                                            |
| 1882 | 1892 | ThDr. P. Theodor Kohn, docent                       |                                                                            |
| 1892 | 1894 | ThDr. P. Josef Kachník, suplent                     |                                                                            |
| 1894 | 1902 | ThDr. P. František Popp, docent                     | 9. července 1863, Nový Jičín – 3. srpna 1902, Olomouc                      |
| 1894 | 1922 | ThDr. P. Leopold Prečan, suplent, od r. 1914 docent |                                                                            |
| 1922 | 1933 | ThDr. P. Jan Martinů, docent                        | 10. července 1881, Paskov – 2. ledna 1940, Olomouc                         |
| 1935 | 1939 | ThDr. P. Josef Matzke, docent                       | 15. května 1901, Heřmanice u Oder – 3. listopadu 1979, Neu-Ulm, Bavorsko   |
| 1945 | 1948 | ThDr. P. Ludvík Matoušů, profesor                   | 18. srpna 1883, Černovice u Tábora – 26. prosince 1948, Černovice u Tábora |
| 1948 | 1950 | ThDr. JUDr. P. Josef Ryška, suplent                 |                                                                            |

### Vyučující církevního práva na arcidiecézním bohovědném učilišti v Olomouci v letech1939–1945
| od   | do   | jméno                     | další údaje |
| ---- | ---- | ------------------------- | ----------- |
| 1939 | 1940 | P. Hyacint Podolák, OP    |             |
| 1941 | 1945 | P. ThDr. Prokop Švach, OP |             |

### Vyučující církevního práva na olomoucké teologické fakultě v letech1968–1974
| od   | do   | jméno                              | další údaje |
| ---- | ---- | ---------------------------------- | ----------- |
| 1968 | 1974 | ThDr. JUDr. P. Josef Ryška, docent |             |

### Vyučující církevního práva na olomoucké teologické fakultě po roce1990
| od   | do    | jméno                                       | další údaje             |
| ---- | ----- | ------------------------------------------- | ----------------------- |
| 1990 | 1990  | JUDr. Miroslav Černý, Ph.D., OSA            | * 1958                  |
| 1991 | dosud | prof. ICDr. Edward Górecki                  | (1930-2021)             |
| 1991 | dosud | prof. Damián Němec OP                       | * 1960                  |
| 1997 | 2006  | doc. ICLic. František Polášek               | (1934 - 2015)           |
| 2001 | 2006  | ThDr. František Brázdil                     | * 16. května 1940, Brno |
| 2006 | dosud | ICLic. Jiří Dvořáček Dr.J.C.O.              | * 1973                  |
| 2007 | dosud | ICDr. Libor Botek                           | * 1964                  |
| 2009 | dosud | Mgr. ICLic. Monika Menke, Th.D.             | * 1975                  |
| 2009 | dosud | Mgr. Jiřina Navrátilová (externí vyučující) | * 1982                  |

## Seznam vedoucích katedry
- 1997–2005 : prof. Edward Górecki
- 2005–2016 : prof. Damián Němec